# Nawanshehr
Nawanshehr – miasto w Pakistanie w dystrykcie Abbottabad w prowincji Chajber Pasztunchwa w Pakistanie, położone około 60 km na północny wschód od Islamabadu, na wysokości 1216 m n.p.m. Wieś założona w roku 1723, do roku 1853, kiedy siedzibę władz terytorialnych dystryktu Hazara ustanowiono w pobliskim (ok. 5 km na wschód) Abbottabad, Nawanshehr stanowił ośrodek administracji władz Indii Brytyjskich tego regionu. Prawa miejskie przyznano Nawanshehr w 1867, tak jak miastu Abbottabad.
W roku 1901 miasto liczyło 4114 mieszkańców (podczas gdy pobliskie Abottabad – 7764), z kolei w 2017 roku było ich 35 737.